# Quirl
Quirl är en bergstopp i Österrike.   Den ligger i distriktet Lienz och förbundslandet Tyrolen, i den centrala delen av landet, 300 km väster om huvudstaden Wien. Toppen på Quirl är 3 251 meter över havet, eller 185 meter över den omgivande terrängen. Bredden vid basen är 0,69 km.
Terrängen runt Quirl är huvudsakligen bergig. Runt Quirl är det ganska glesbefolkat, med 26 invånare per kvadratkilometer.. 
Trakten runt Quirl består i huvudsak av gräsmarker.